# HMCS Agassiz (1940)
HMCS Agassiz (K129) (с англ. — «Его Величества Канадский Корабль «Агассиз»») — корвет типа «Флауэр», служивший в Королевском военно-морском флоте Канады в годы Второй мировой войны. Участвовал в сопровождении транспортных конвоев через Атлантический океан. Назван в честь города Агассиз канадской провинции Британская Колумбия. Нёс службу в составе Ньюфаундлендских и Центральноокеанских конвойных сил.

## Проект «Флауэр»

### Общее описание
Корветы типа «Флауэр», состоявшие на вооружении Королевского ВМФ Канады во время Второй мировой войны (такие, как «Агассиз»), отличались от более ранних и традиционных корветов с днишевыми колонками. Французы использовали наименование «корвет» для обозначения небольших боевых кораблей; некоторое время британский флот также использовал этот термин вплоть до 1877 года. В 1930-е годы в канун войны Уинстон Черчилль добился восстановления класса «корвет», предложив называть так маленькие корабли сопровождения, схожие с китобойными судами. Новому типу корветов было присвоено название «Флауэр»; корветам, как следовало из наименования этого типа, присваивали имена цветов.
Корветы, принятые на вооружение Королевским военно-морским флотом Канады, были названы преимущественно в честь канадских местечек, жители которых участвовали в строительстве кораблей. Эту идею отстаивал адмирал Перси Уокер Неллз. Компании, финансировавшие строительство, как правило, были связаны с местечками, в честь которых был назван каждый корвет. Корветы британского флота занимались сопровождением в открытом море, корветы канадского флота — береговой охраной (играя преимущественно вспомогательную роль) и разминированием. Позже канадские корветы были доработаны так, чтобы нести службу и в открытом море.

### Технические характеристики
Корветы типа «Флауэр» имели следующие главные размерения: длина — 62,5 м, ширина — 10 м, осадка — 3,5 м. Водоизмещение составляло 950 т. Основу энергетической установки составляла 4-цилиндровая паровая машина тройного расширения и два котла мощностью 2750 л. с. (огнетрубные котлы Scotch у корветов программы 1939—1940 годов и водотрубные у корветов программы 1940—1941 годов). Тип «Флауэр» мог развивать скорость до 16 узлов, его дальность плавания составляла 3500 морских миль на 12 узлах, а экипаж варьировался от 85 (программа 1939—1940 годов) до 95 человек (программа 1940—1941 годов).
Главным орудием корветов типа «Флауэр» было 102-мм морское орудие Mk IX. Зенитное вооружение состояло из спаренных 12,7-мм пулемётов Vickers и 7,7-мм пулемётов Lewis, позже заменённых на сдвоенные 20-мм пушки «Эрликон» и одиночные 40-мм орудия Mk VIII. В качестве противолодочного оружия использовались бомбосбрасыватели Mk II. Роль радиолокационного оборудования играли радары типа SW1C или 2C, которые по ходу войны были заменены на радары типа 271 для наземного и воздушного обнаружения, а также радары типа SW2C или 2CP для предупреждения о воздушной тревоге. В качестве сонаров использовались гидроакустические станции типа 123A, позже заменённые на типы 127 DV и 145.

## Строительство
«Агассиз» заказан 14 февраля 1940 года в рамках программы строительства корветов типа «Флауэр» на 1939 и 1940 годы. Заложен 29 апреля 1940 года компанией «Burrard Dry Dock» в Северном Ванкувере. Спущен на воду 15 августа 1940 года и принят в состав КВМФ Канады 23 января 1941 года в Ванкувере. За свою службу дважды становился на ремонт и покраску: с января по середину марта 1943 года в Ливерпуле (Новая Шотландия) и с декабря 1943 по март 1944 годы в Нью-Йорке. Во время второго ремонта был расширен бак корабля.

## Служба
13 апреля 1941 года «Агассиз» прибыл в Галифакс, после чего в мае 1941 года был включён в Ньюфаундлендские конвойные силы и начал нести службу по сопровождению конвоев вплоть до 1943 года. В августе он сопровождал конвой HX-143 из 57 кораблей, который должен был миновать группировку подводных лодок кригсмарине в Северной Атлантике. 1 сентября 1943 года переведён в 19-ю эскортную группу.
18 сентября 1941 года немецкая подводная лодка U-74 заметила конвой SC-44 в Северной Атлантике, который охранялся эсминцем «Честерфилд» и корветами «Агассиз», «Мэйфлауэр», «Льюис» и «Ханисакл». В первую ночь боя четыре подлодки вступили в сражение и торпедировали «Льюис», а «Агассиз» принял на борт выживших. 18 и 19 сентября были торпедированы четыре корабля конвоя, в ответ на что британцы направили ещё три корвета в помощь конвою.
В июле 1942 года «Агассиз» участвовал в битве за конвой ON-102 в составе Центральноокеанских конвойных сил (MOEF), группы A3. В составе группы C2 он также защищал конвой SC-97, в составе группы C3 — конвой ON-115. После первого крупного ремонта переведён в группу C1 из MOEF и всего сопроводил 12 трансатлантических конвоев без единой потери перед вторым ремонтом в 1944 году. С марта 1944 по февраль 1945 года сопровождал североамериканские береговые конвои в составе Западных местных конвойных сил. С апреля 1944 года действовал в составе конвойной группы W-2, с августа — в группе W-7, с которой и встретил конец войны.
7 мая 1944 года корвет «Агассиз» вместе с двумя другими корветами из группы W-2 — «Брантфордом» и «Тимминсом» — отправился на поиски подлодки U-548, которой был торпедирован фрегат «Вэллифилд» к югу от мыса Рейс (Ньюфаундленд). Корвет «Брантфорд» установил контакт с подлодкой в районе 16:24, спустя 14 часов после того, как «Вэллифилд» пошёл ко дну, и сбросил 19 глубинных бомб. Подтверждения контакта с подлодкой так и не было получено, хотя косвенные признаки свидетельствовали о том, что подлодка могла получить повреждения.
14 июня 1945 года в Сиднее (Новая Шотландия) корвет «Агассиз» был исключён из списков канадского флота, после чего продан в ноябре 1945 года и разрезан на металл в Монктоне (Нью-Брунсвик).

### Трансатлантические конвои
| Конвой | Эскортная группа | Время                        | Примечания                                                                                 |
| ------ | ---------------- | ---------------------------- | ------------------------------------------------------------------------------------------ |
| OB 347 |                  | 22—31 июля 1941              | 64 корабля добрались без потерь из Исландии до разных пунктов назначения                   |
| HX 143 |                  | 8—17 августа 1941            | 73 корабля добрались без потерь из Ньюфаундленда в Исландию                                |
| ON 8   |                  | 21—25 августа 1941           | 46 кораблей добрались без потерь из Исландии в Ньюфаундленд                                |
| SC 44  |                  | 12—22 сентября 1941          | 4 корабля из конвоя, шедшего из Ньюфаундленда в Исландию, были торпедированы и затонули    |
| ON 19A |                  | 22 сентября — 4 октября 1941 | Курсирование из Исландии и обратно                                                         |
| SC 50  |                  | 19—31 октября 1941           | 41 корабль добрался без потерь из Ньюфаундленда в Исландию                                 |
| ON 32  |                  | 6—14 ноября 1941             | 49 кораблей добрались без потерь из Исландии в Ньюфаундленд                                |
| SC 56  |                  | 24 ноября — 5 декабря 1941   | 45 кораблей добрались без потерь из Ньюфаундленда в Исландию                               |
| HX 184 |                  | 12—19 апреля 1942            | 30 кораблей добрались без потерь из Ньюфаундленда в Северную Ирландию                      |
| ON 91  |                  | 2—11 мая 1942                | 31 корабль добрался без потерь из Северной Ирландии в Ньюфаундленд                         |
| HX 190 | MOEF, группа A3  | 20—27 мая 1942               | 18 кораблей добрались без потерь из Ньюфаундленда в Северную Ирландию                      |
| ON 102 | MOEF, группа A3  | 10—21 июня 1942              | Один корабль из конвоя, шедшего из Ньюфаундленда в Исландии, был торпедирован и затонул    |
| HX 196 | MOEF, группа A3  | 2—10 июля 1942               | 42 корабля добрались без потерь из Ньюфаундленда в Северную Ирландию                       |
| ON 114 | MOEF, группа A3  | 20—30 июля 1942              | 32 корабля добрались без потерь из Северной Ирландии в Ньюфаундленд                        |
| ON 115 | MOEF, группа C3  | 31 июля — 3 августа 1942     | Отправка подкреплений                                                                      |
| SC 97  | MOEF, группа C2  | 22—26 августа 1942           | 2 корабля из конвоя, шедшего из Ньюфаундленда в Исландию, были торпедированы и затонули    |
| SC 98  | MOEF, группа C3  | 2—8 сентября 1942            | 69 кораблей добрались без потерь из Ньюфаундленда в Северную Ирландию                      |
| ON 131 | MOEF, группа C3  | 19—28 сентября 1942          | 54 корабля добрались без потерь из Северной Ирландии в Ньюфаундленд                        |
| HX 210 | MOEF, группа C3  | 7—14 октября 1942            | 36 кораблей добрались без потерь из Ньюфаундленда в Северную Ирландию                      |
| ON 141 | MOEF, группа C3  | 26 октября — 3 ноября 1942   | 59 кораблей добрались без потерь из Северной Ирландии в Ньюфаундленд                       |
| SC 109 | MOEF, группа C3  | 16—27 ноября 1942            | 2 корабля из конвоя, шедшего из Ньюфаундленда в Исландию, были торпедированы; один затонул |
| ON 152 | MOEF, группа C3  | 10—28 декабря 1942           | 15 кораблей добрались без потерь из Северной Ирландии в Ньюфаундленд                       |
| SC 127 | MOEF, группа C1  | 20 апреля — 2 мая 1943       | 55 кораблей добрались без потерь из Ньюфаундленда в Северную Ирландию                      |
| ON 184 | MOEF, группа C1  | 16—25 мая 1943               | 39 кораблей добрались без потерь из Северной Ирландии в Ньюфаундленд                       |
| HX 242 |                  | 6—14 июня 1943               | 61 корабль добрался без потерь из Ньюфаундленда в Северную Ирландию                        |
| ON 190 |                  | 25 июня — 3 июля 1943        | 87 кораблей добрались без потерь из Северной Ирландии в Ньюфаундленд                       |
| HX 247 |                  | 14—21 июля 1943              | 71 корабль добрался без потерь из Ньюфаундленда в Северную Ирландию                        |
| ON 195 |                  | 1—8 августа 1943             | 51 корабль добрался без потерь из Северной Ирландии в Ньюфаундленд                         |
| HX 252 |                  | 20—27 августа 1943           | 52 корабля добрались без потерь из Ньюфаундленда в Северную Ирландию                       |
| ON 201 |                  | 10—18 сентября 1943          | 70 кораблей добрались без потерь из Северной Ирландии в Ньюфаундленд                       |
| HX 258 |                  | 28 сентября — 5 октября 1943 | 59 кораблей добрались без потерь из Ньюфаундленда в Северную Ирландию                      |
| ON 207 |                  | 19—28 октября 1943           | 52 корабля добрались без потерь из Северной Ирландии в Ньюфаундленд                        |
| HX 264 |                  | 5—16 ноября 1943             | 65 кораблей добрались без потерь из Ньюфаундленда в Северную Ирландию                      |
| ON 213 |                  | 27 ноября — 7 декабря 1943   | 60 кораблей добрались без потерь из Северной Ирландии в Ньюфаундленд                       |

## Командиры
С момента принятия корвета «Агассиз» в состав КВМФ Канады и до завершения боевых действий Второй мировой войны в Европе корветом командовали следующие офицеры:
| Воинское звание | Имя командира              | Оригинал имени               | Начало службы  | Конец службы  |
| --------------- | -------------------------- | ---------------------------- | -------------- | ------------- |
| Лейтенант       | Бернард Доддс Литч Джонсон | Bernard Dodds Leitch Johnson | 23 января 1941 | 14 марта 1943 |
| Лейтенант       | Эдвард Миддлмас Мор        | Edward Middlemas More        | 15 марта 1943  | 13 марта 1944 |
| Лейтенант       | Фримен Элкин Бёрроуз       | Freeman Elkin Burrows        | 14 марта 1944  | 8 марта 1945  |
| Лейтенант       | Джон Патрик Джарвис        | John Patrick Jarvis          | 9 марта 1945   | 14 июня 1945  |